# 秀水河子镇
秀水河子镇，是中华人民共和国辽宁省沈阳市法库县下辖的一个乡镇级行政单位。

## 行政区划
秀水河子镇下辖以下地区：
秀水河子村、前秀水河子村、八家子村、高三家子村、黄家堡村、五里山村、杨家堡村、西四家子村、三家子村、喇嘛营村、柳树屯村、彭家堡村、马家堡村、獾子洞村、陈祥堡村、长岗子村、大觉堡村、许家堡村和王树行村。